# Fontjoncouse
Fontjoncouse é uma comuna francesa na região administrativa de Occitânia, no departamento de Aude. Estende-se por uma área de 27,35 km². Em 2010 a comuna tinha 134 habitantes (densidade: 4,9 hab./km²).